# Allabogdanite
L'allabogdanite est une espèce minérale très rare, un phosphure de nickel et de fer de formule (Fe,Ni)2P. Ce corps composé, trouvé dans une météorite russe riche en ataxite et classé dans la catégorie minérale des éléments natifs, contient aussi une petite fraction de cobalt.

## Historique de la description et de l'appellation
Ce minéral, nommé en l'honneur de la géologue russe Alla N. Bogdanova de l'Institut de géologie de la péninsule de Kola, a été découvert en 1997 par l'analyse chimique et l'observation minéralogique en coupes minces des débris d'une météorite métallique trouvée dans la vallée de la rivière Onello, en république de Sakha (Yakoutie, fédération de Russie),,.
Cette espèce a été étudiée en 2000 et approuvée en 2002 sous le nom technique de IMA2000-038, mais en acceptant la dénomination et la localité-type du bassin de la rivière Onello russe de Yakoutie, en particulier sur la rivière Bol'shoy Dolguchan, coulant sur le bouclier géologique d'Aldan.

## Propriétés physiques et chimiques
Ce phosphure est soluble dans l'acide chlorhydrique fort à ébullition, en particulier dans une solution à 20 % en masse à ébullition.

### Cristallographie et cristallochimie
L'allabogdanite possède un système cristallin orthorhombique.
Selon la classification de Dana, ce minéral fait partie du groupe des phosphures associé à la barringérite.
Notons en premier son polymorphe barringérite (Fe,Ni)2P, en seconde position la schreibersite (Fe,Ni)3P, en troisième position le phosphure de Ni (minéral) (Ni,Fe)3P, en quatrième l'allabogdanite (Fe,Ni)2P, en cinquième la melliniite (Ni,Fe)4P, et enfin la monipite MoNiP.
Elle a la même structure que l'arséniure de rhodium.

## Analyse
La composition s'exprime en 
Fe(II) 1.5 Ni(II) 0.51 Co(II) 0.03 et P 0.96 dans le composé, soit environ
Ni 20 % en masse
Fe 57,5 %
Co 1,2 %
P 20,3%
Elle est insérée sous forme de lattes apparentes dans la plessite, qui apparaît en intercroissance entre taenite et kamacite, où l'allabogdanite a été dissoute à hautes températures.

## Gîtologie rare
Météorite géotype de la rivière Onello
Ce minéral est clairement associé à la taénite, l'awaruite, la schreibersite et la kamacite, ainsi qu'au graphite et au phosphure de nickel.
Autres associations : hydroxydes de Fer et Ni

## Usages
Sciences